# Bulmer Hobson
Bulmer Hobson (Contea di Tyrone, 14 gennaio 1883 – 8 agosto 1969) fu uno dei principali capi degli Irish Volunteers e un membro della Fratellanza Repubblicana Irlandese.

## Biografia
Apparteneva a una famiglia protestante dell'Ulster, ma si unì al nazionalismo irlandese fondando, insieme alla contessa Constance Markiewicz, l'organizzazione giovanile repubblicana irlandese Fianna Éireann. Era anche un agitatore contro la politica conciliante del Partito Parlamentare Irlandese.
Hobson era un protetto del veterano feniano Thomas J. Clarke, con il quale intrattenne una relazione praticamente paterno-filiale fino al 1914. Come membro del Consiglio provvisorio volontario, Hobson fu determinante nel consentire al leader parlamentare John Redmond di acquisire influenza all'interno dei Volunteers. Nonostante la sua animosità nei confronti della politica di Redmond, credeva che se avesse reso la creazione dei Volunteers subordinata alla domanda di autonomia, Redmond, allora molto popolare in Irlanda, avrebbe lasciato la leadership dei Volunteers. Clarke non pensava lo stesso e non lo perdonò mai, né gli parlò più. Hobson si dimise da membro del Consiglio Supremo dell'IRB e fu licenziato dal suo lavoro a Dublino come capo del giornale gaelico americano, lasciandolo in una delicata situazione finanziaria.
Sebbene continuasse a far parte della Fratellanza Repubblicana Irlandese, non fu informato dei piani per la rivolta di Pasqua del 1916. Era completamente contrario a qualsiasi azione, poiché era contrario allo scopo fondante dei Volunteers in quanto aveva poche possibilità di successo. Sosteneva inoltre che era contrario alla costituzione dell'IRB stesso. Tuttavia, ha scoperto i piani e ha informato il capo dello staff dei Volunteers, Eoin MacNeill. Ha inviato ordini contrari, il che significa che molti dei Volunteers non hanno preso parte alla rivolta. Hobson fu rapito dagli organizzatori della Rivolta per impedire la diffusione degli ordini di MacNeill, e fu confinato in una casa sicura a Phibsborough fino al completamento della Rivolta.
Hobson e MacNeill hanno sostenuto che l'insurrezione era mal organizzata, a corto di tempo e basata su ragioni romantiche ed emotive, poiché non era ancora giunto il momento della massima crisi per il Regno Unito.
Il rifiuto di sostenere la rivolta ha rovinato la loro reputazione. Ma i suoi argomenti sono ancora vivi oggi, poiché molte persone pensano che ciò che ha alimentato il repubblicanesimo sia stata la crisi per il progetto della primavera del 1918, piuttosto che la Rivolta del 1916.
MacNeill ha successivamente servito il governo dello Stato Libero d'Irlanda e Hobson ha ricoperto ruoli minori dopo l'indipendenza. Sebbene fosse un membro attivo dell'IRB per anni, ed essendo stato responsabile del suo risveglio e della fondazione dei Volunteers, non ha avuto un ruolo guida né nella rivolta né nella guerra anglo-irlandese.
Nonostante la sua grande influenza sulla nascita del movimento repubblicano, era ed è una figura molto dimenticata nella storia politica irlandese, poiché la sua opposizione alla rivolta del 1916 lo ha finora stigmatizzato.
Hobson è stato in seguito consigliere di Seán MacBride, leader del Clann na Poblachta, quando era ministro degli affari esteri nel primo governo di coalizione irlandese.